# هاپ تاون، کبک

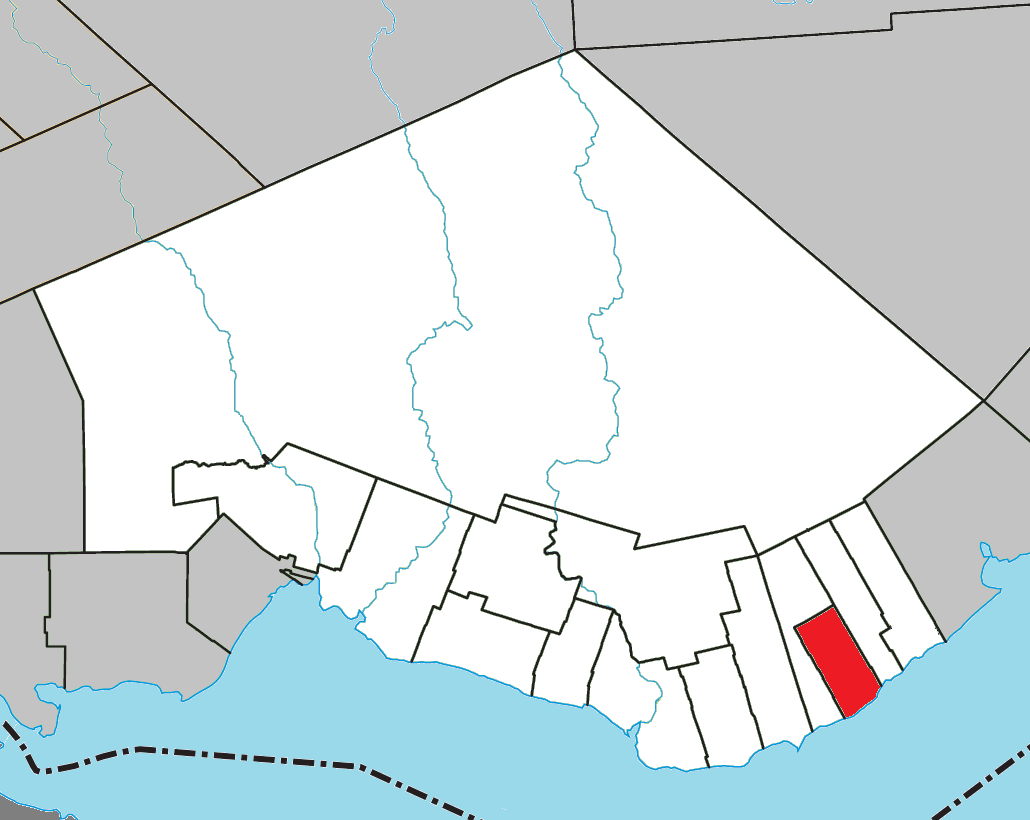
موقعیت جغرافیایی هاپ تاون

هاپ تاون (به فرانسوی: Hope Town) شهری در منطقه شهری بونوانتور ناحیه گاسپزی-ایل-دو-لا-مادلن در استان کبک کانادا است. در سرشماری سال ۲۰۱۱ این شهر ۳۴۰ نفر جمعیت داشته‌است و مساحت آن ۴۹٫۸ کیلومتر مربع است.